# Квітковий годинник Карла Ліннея
Квітковий годинник Карла Ліннея — клумба з квітів, які закривалися і відкривалися згідно з певним положенням сонця над горизонтом, що відповідало певним годинам дня . Цю концепцію запропонував Карл Лінней у 1751 році у праці Philosophia Botanica, назвавши її Horologium Florae ("квітковий годинник").
Лінней ніколи не створював такої клумби, але ця ідея була втілена у декількох ботанічних садах на початку 19-го століття. Багато рослин мають сильний циркадний ритм, і лише деякі з них відкриваються у досить звичайний час, але точність такого годинника зменшується, через те що час цвітіння значною мірою залежить від погоди. Час цвітіння, записаний Ліннеєм, також змінюється в залежності від широти: його вимірювання засновані на часі цвітіння в Упсалі, де він викладав та здобув вищу освіту.
У таблиці подані рослини, які використав Карл Лінней для створення квіткового годинника:
| Латинська назва                                                 | Ботанічна назва          | Відкривається | Закривається | Зображення |
| --------------------------------------------------------------- | ------------------------ | ------------- | ------------ | ---------- |
| Tragopogon pratensis                                            | Козельці лучні           | 3-5           | -            |            |
| Helminthotheca echioides (L.) Holub                             | -                        | 4-5           | -            |            |
| Cichorium intybus L.                                            | Петрові батоги звичайні  | 4-5           | -            |            |
| Crepis tectorum L.                                              | -                        | 4-5           | -            |            |
| Reichardia tingitana (L.) Roth                                  | -                        | близько 6     | 10           |            |
| Sonchus oleraceus L.                                            | Жовтий осот городній     | 5             | 24           |            |
| Taraxacum officinale Weber                                      | Кульбаба лікарська       | 5             | 8-9          |            |
| Crepis alpina L.                                                |                          | 5             | 11           |            |
| Tragopogon hybridus L.                                          |                          | 5             | 11           |            |
| Rhagadiolus edulis Gaertner                                     | -                        | 5             | 10           |            |
| Lapsana chondrilloides L.                                       | -                        | 5             | -            |            |
| Convolvulus tricolor L.                                         | -                        | 5             | -            |            |
| Hypochaeris maculata L.                                         | -                        | 6             | 16-17        |            |
| Hieracium umbellatum L.                                         | Нечуйвітер зонтичний     | 6             | 17           |            |
| Hieracium murorum L.                                            | -                        | 6             | 14           |            |
| Crepis rubra L.                                                 | -                        | 6             | 13-14        |            |
| Sonchus arvensis L.                                             | -                        | 6             | -            |            |
| Sonchus palustris L.                                            | -                        | близько 7     | 14           |            |
| Leontodon autumnale L.                                          | -                        | 7             | 15           |            |
| Hieracium sabaudum L.                                           |                          | 7             | 13-14        |            |
| Cicerbita alpina (L.) Wallr.                                    | -                        | 7             | 24           |            |
| Lactuca sativa L.                                               | Латук посівний           | 7             | 10           |            |
| Dimorphotheca pluvialis L.                                      | -                        | 7             | 15-16        |            |
| Nymphaea alba L.                                                | Латаття біле             | 7             | 17           |            |
| Anthericum ramosum L.                                           | -                        | 7             | -            |            |
| Hypochaeris achyrophorus L.                                     | -                        | 7-8           | 14           |            |
| Hedypnois rhagadioloides (L.) Schmidt subsp. cretica (L.) Hayck | Гедипноїс крітський      | 7-8           | 14           |            |
| Trichodiadema babrata (L.) Schwartes                            | -                        | 7-8           | 14           |            |
| Hieracium pilosella L.                                          | Нечуйвітер волохатенький | 8             | -            |            |
| Anagallis arvensis L.                                           | Курячі ока польові       | 8             | -            |            |
| Petrorhagia prolifera (L.) Ball & Heywood                       | -                        | 8 -           | 13           |            |
| Hypochaeris glabra L.                                           | -                        | 9             | 13           |            |
| Malva caroliniana L.                                            | -                        | 9-10          | 13           |            |
| Spergularia rubra (L.) J. & C. Presl                            | -                        | 9-10          | 14-15        |            |
| Mesembryanthemum crystallinum                                   | -                        | 9-10          | 15-16        |            |
| Cryophytum nodiflorum (L.) L. Bol.                              | -                        | 10-11         | 15           |            |
| Calendula officinalis L.                                        | Нагідки лікарські        | -             | 15           |            |
| Hieracium aurantiacum                                           |                          | -             | 15-16        |            |
| Anthericium ramosum L. (syn. Anthericum album)                  | -                        | -             | 15-16        |            |
| Alyssum alyssoides L.                                           | -                        | -             | 16           |            |
| Papaver nudicaule L.                                            | Мак голостебловий        | -             | 19           |            |
| Hemerocallis lilioasphodelus L.                                 | -                        | -             | 19-20        |            |

Для кожної місцевості можуть бути складені свої квіткові годинники, тому що час цвітіння, тобто відкриття і закриття квітів, у різних місцевостях відбуваються не в один і той же час; воно або запізнюється, або настає раніше. Прямі спостереження показали, що, наприклад, в Інсбруку відбувається запізніле розкриття вищезгаданих рослин на 1-2 години, а закривання запізнюється на 1-6 годин. Для того щоб скласти квітковий годинник, треба зробити багаторічні спостереження над безліччю рослин і вибрати потім такі з них, цвітіння яких відбувається в найбільш визначений час. 